# Język sursurunga
Język sursurunga – język z podrodziny języków oceanicznych z wielkiej rodziny języków austronezyjskich.
Używa go kilka tysięcy osób na obszarze dystryktu Namatanai na wyspie Nowa Irlandia w Papui-Nowej Gwinei.
Język sursurunga jest znany z tego, że ma aż pięć liczb gramatycznych. Oprócz liczby pojedynczej, liczby mnogiej, a także liczby podwójnej występuje także liczba potrójna i liczba poczwórna. Jednak w przypadku liczby potrójnej i poczwórnej, które występują tylko w zaimkach, wskazują one na minimum trzy lub minimum cztery obiekty, a nie dokładnie trzy lub cztery (tak jak liczba podwójna wskazuje dokładnie dwa).